# Saint-André-Avellin
Saint-André-Avellin, antes Saint-André-Avelin, es un municipio perteneciente a la provincia de Quebec en Canadá. Es el municipio más poblado del municipio regional de condado (MRC) de Papineau en la región administrativa de Outaouais.

## Geografía

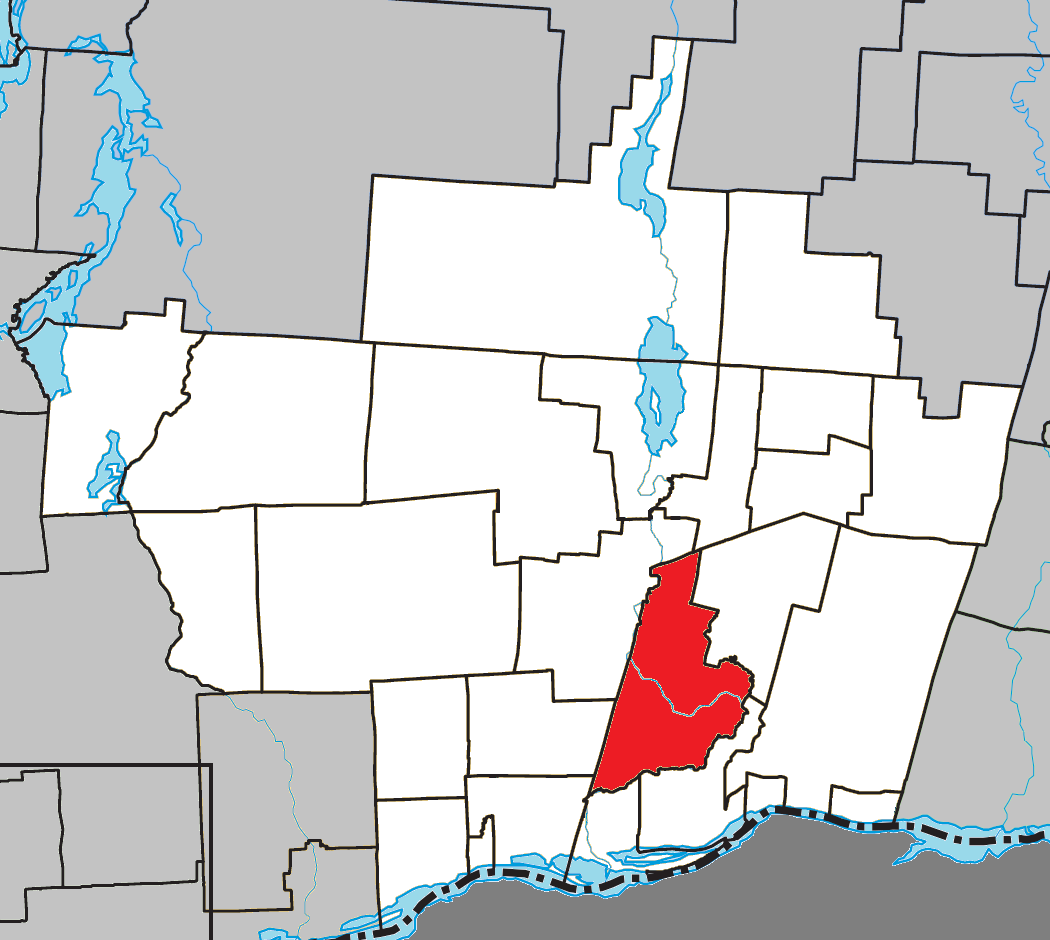
Ubicación de Saint-André-Avellin en el MRC de Papineau.

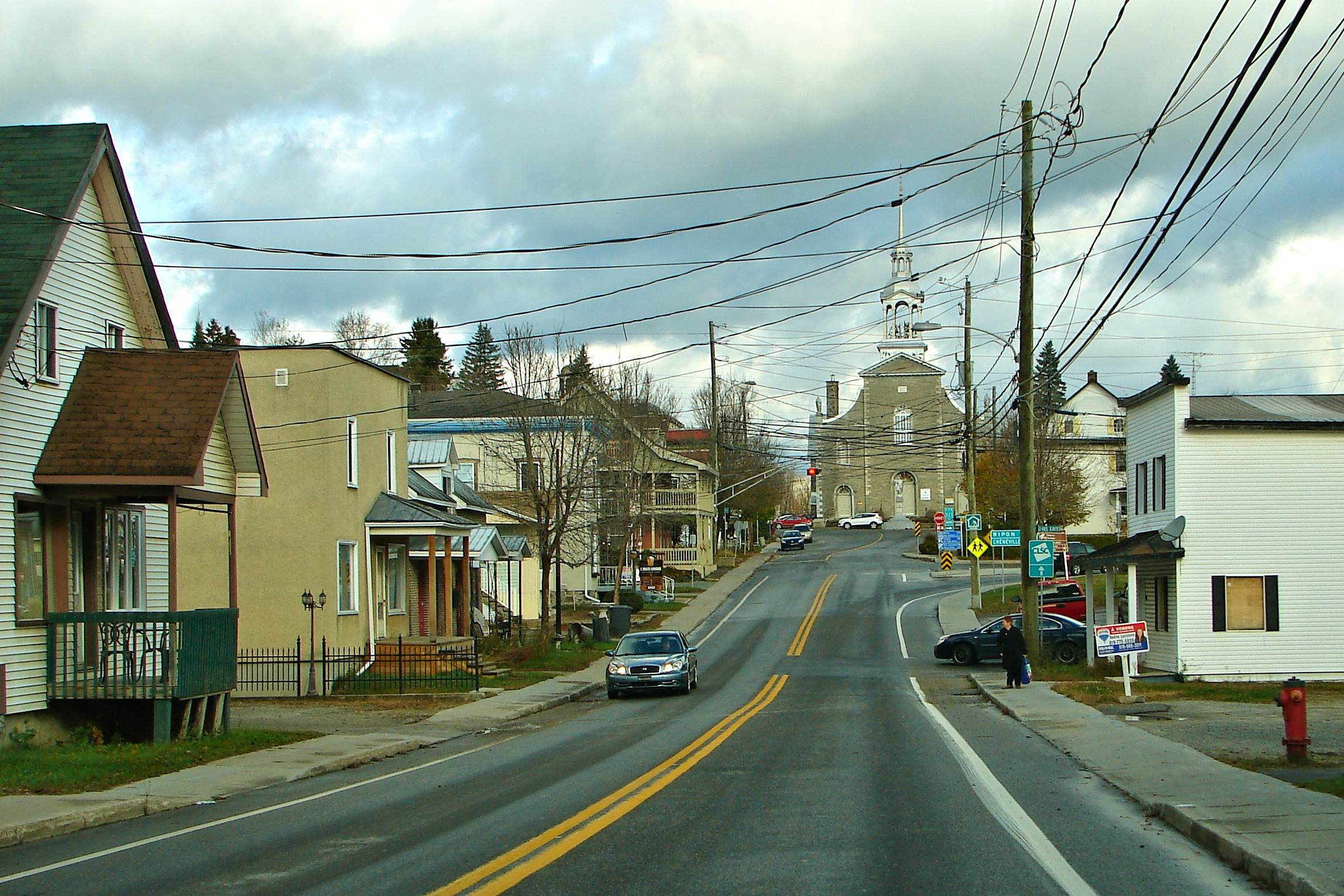
El pueblo y la iglesia.

Saint-André-Avellin se encuentra en el MRC de Papineau, 16 km al norte de Papineauville y 13 km de Plaisance. Limita al norte con Chénéville, al noreste con Notre-Dame-de-la-Paix, al sureste con Papineauville, al sur con Plaisance, al suroeste con Lochaber, al oeste con Saint-Sixte y al noroeste con Ripon. Su superficie total es de 138,81 km², de los cuales 136,23 km² son tierra firme. Está situado en la orilla de la Rivière de la Petite Nation. Muchos estanques cubren el territorio, como los lagos Charlebois, Belisle, des Quatre Chemins, Leduc y Simonet.

## Historia
El territorio, que estaba en el  señorío de la Petite-Nation, fue apentado en 1832 por André Trudeau, de la familia Papineau. En 1841, los primeros habitantes se establieron y la parroquia católica de Saint-André-Avelin, recordando André Trudeau y honrando Santo Andrés Avelino, fue creada en 1845 aunque el primero cura permanente vinió en 1850. El municipio de parroquia de Saint-André-Avelin, así como la oficina de correos de mismo nombre fueron institutidos en 1855.
En 1911, el municipio de pueblo de Saint-André-Avellin fur creado por separación del municipio de parroquia. En 1997, el municipio actual de Saint-André-Avellin fue instituido por fusión de los municipios de parroquia y de pueblo.

## Política
Saint-André-Avellin está incluso en el MRC de Papineau. El consejo municipal se compone del alcalde y de seis consejeros sin división territorial La alcaldesa actual (2015) es Thérèse Whissell.
|            | 2005-2009                                                                              | 2009-2013                                                                               | 2013-2017                                                                                |
| Alcalde    | Thérèse Whissell                                                                       | Thérèse Whissell                                                                        | Thérèse Whissell                                                                         |
| Consejeros | Mario Carrière Jean legris Raymond Louisseize Sylvain Maheu Marc Ménard Richard Parent | Germain Charron André Dupuis Michel Forget Lorraine Labrosse Marc Ménard Richard Parent | Germain Charron Michel Forget Lorraine Labrosse Lucie Lalonde Marc Ménard Michel Thérien |

* Al inicio del termo pero no al fin.  ** Al fin del termo pero no al inicio.  # En el partido del alcalde.
El municipio está ubicado en la circunscripción electoral de Papineau a nivel provincial y de Argenteuil—Papineau—Mirabel a nivel federal.

## Demografía
Según el censo de Canadá de 2011, Saint-André-Avellin contaba con 3702 habitantes. La densidad de población estaba de 26,7 hab./km². Entre 2006 y 2011 hubo una adición de 267 habitantes (7,8 %). En 2011, el número total de inmuebles particulares era de 1769, de los que 1569 estaban ocupados por residentes habituales, otros siendo en mayor parte residencias secundarias. Saint-André-Avellin es el municipio más poblado del MRC de Papineau. El pueblo contaba con 2063 habitantes, o 55,7% de la población del municipio, en 2011.
Evolución de la población total, Saint-André-Avellin, 1991-2015

## Sociedad

### Personalidades
- Jean-Yves Guindon, pintor